# Polánky nad Dědinou
Polánky nad Dědinou (německy Polanka an der Diedina)  je vesnice, část města Třebechovice pod Orebem v okrese Hradec Králové. Nachází se asi 2,5 km na severovýchod od Třebechovic pod Orebem. Prochází zde silnice II/298. V roce 2009 zde bylo evidováno 118 adres. V roce 2001 zde trvale žilo 238 obyvatel.
V roce 2017 bylo evidováno 20 registrovaných adres s celkovým počtem 178 obyvatel.
Polánky nad Dědinou jsou významnou obcí z pohledu cestovního ruchu. Nachází se zde mnoho staveb s historickým významem.
Polánky nad Dědinou je také název katastrálního území o rozloze 3,98 km2.

## Historie
První písemná zmínka o obci pochází z roku 1528. Ves měla původně tři části, Horní Polánka, Dolní Polánka a Mitrov. Pojmenování "polánka" se dříve používalo pro náhorní pastvinu. V převážně rovinaté krajině Polabí měly význam i mírné vyvýšeniny, podle kterých obec dostala svůj název.

### Exulanti
Stejně jako z okolních obcí (Vysoký Újezd, Jeníkovice, Bolehošťská Lhota aj.) odcházeli do exilu i nekatolíci z Polánek nad Dědinou. Ve zdejší oblasti působili kromě Antonína Koniáše také jezuité Jakub Firmus, Matěj Třebický, Adam Poustka a František Mateřovský. Z Polánek prokazatelně uprchl Mikuláš Kupka *(1706) do Münsterbergu v pruském Slezsku. Tam dne 2.1. 1746 podepsal žádost o pozemek v nově zakládané české kolonii Husinec. Patří mezi zakladatele Husince, byl v jejím vedení (starší).

## Pamětihodnosti
- obytná budova čp. 7 s navazujícími hosp. objekty a krytým průjezdem
- starý strom "Lípa"